# 전횡
전횡(田橫, 기원전 250년 ~ 기원전 202년)은 진나라 말기의 인물로, 제나라의 왕 전광(田廣)의 숙부이다. 항우(項羽)에 의해서 상제왕(上齊王)에 봉해지고 제나라의 북쪽을 다스리게 되었다. 한신(韓信)이 군대를 이끌고 기원전 204년 제를 공격했을때, 임치성을 방어하지 못하고 자신은 박양성으로, 제왕 전광은 고밀성으로 도피했다.
이때부터 전횡의 죽음에 대해서는 두가지 설이 있다. 첫 번째는 제왕 전광이 고밀성에서 사로잡혀 죽음을 당하자 한군이 박양성으로 밀어닥쳤는데, 성을 버리고 등주의 영성으로 도피했다. 그러나 쫓아온 한장 관영에게 죽음을 당했다 한다. 두 번째는 영성으로 도망쳤다 멀리 등주의 해도로 갔는데, 유방이 천하통일후 전횡과 그의 500명의 병사를 항복시키기위해 역상을 불러 죽이지 말고 포박해라고 명했다. 그러나 전횡은 형의 원수인 본인과 어떻게 보겠냐고 이를 부끄럽게 여겨 자결했고, 500명의 병사들도 따라서 자결하였다.

## 생애

### 거병
진나라 말기 전횡은 형 전영(田榮) · 종형 전담(田儋)과 함께 고향 적현(狄縣)에서 거병했으며, 전담은 자립해 제왕이 되었으나 진나라의 장수 장한(章邯)에게 포위된 위나라 왕 위구(魏咎)를 구원하러 출정했다가 패하고 살해당했다. 제나라 사람들은 이 소식을 듣고 예전의 제나라 왕 전건(田建)의 남동생인 전가(田假)를 왕으로 세웠고 전영은 이에 분노했다. 장한에 쫓기던 전영은 초나라의 항량(項梁)의 도움을 받아 장한의 위협에서 벗어나자, 제나라를 공격했고 전가는 초나라로 달아났다. 전영은 전담의 아들 전시(田市)를 왕으로 세우고 자신은 그 재상이 되었으며, 전횡은 장수로서 제나라를 평정했다.
한편 항량은 장한을 공격하고자 전영에게도 군사를 요청했는데, 전영은 초나라에서 전가를 죽이면 군사를 내겠다는 조건을 걸었다. 초나라는 이에 응하지 않고 장한과 전투를 벌였지만, 항량이 장한에게 패하고 전사하였으므로 항량의 조카 항우는 전영을 몹시 원망하게 되었다. 항우는 장한을 항복시키고, 진나라를 멸망시키고 제후왕들을 책봉하면서 제나라 왕 전시를 교동왕(膠東王)으로 고쳐 봉했고, 자신의 군대에 종군했던 제나라의 장수 전도(田都)를 제나라 왕으로 세웠으며 나아가 제북 땅을 가지고 항우에게 항복했던 제나라 왕 전건의 손자인 전안(田安)을 제북왕(濟北王)으로 세웠다. 항량의 일로 항우로부터 제후에 봉해질 수 없었던 전영은 마찬가지로 왕이 되지 못한 진여(陳餘)와 함께 항우를 원망했고, 전영은 마침내 진여에게 군사를 주어 조(趙)나라에서 반란을 일으키게 하고는 자신도 제나라 땅에서 반란을 일으켜, 전도를 내쫓고 전안을 죽였으며 자신을 따르지 않던 전시까지 죽이고는 자신이 왕이 된다.

### 즉위
격노한 항우는 제나라를 쳐서 전영을 쳐부수었고, 전영은 도망치던 도중 평원현(平原縣)에서 살해되었다. 항우는 제나라의 성곽들을 불사르고 지나는 곳마다 모조리 몰살시키는 등 무자비한 진압을 일삼았고, 때문에 제나라 사람들은 항우에게 강하게 저항했다. 이때 전영의 동생인 전횡은 제나라의 군사를 다시 수습해서 항우에 맞섰다. 마침 한나라 왕 유방(劉邦)이 항우의 본거지인 팽성(彭城)을 함락시키자 항우는 제나라에서의 전쟁을 그만두고 군사를 돌렸다. 이후 전횡은 제나라의 옛 성을 되찾고 전영의 아들 전광을 왕으로 세워서 자신은 재상으로서 크고 작은 정치 전반을 장악하였다.
그 뒤 한나라의 장수 한신이 조나라 땅을 차지하고 제나라를 공격하려 하자 제나라에서는 역산(歷山)의 곁에 군사를 모아 막고자 했다. 이때 한나라에서는 세객 역이기(酈食其)를 보내 동맹을 제안했고 전횡은 그것을 받아들여 한나라에 대한 수비를 거두었는데, 자신의 공적이 없어질 것을 걱정한 한신은 제나라 침공을 감행해 제나라 군을 격파했다. 제나라 왕 전광과 전횡은 그에 대한 보복으로 역이기를 삶아 죽이고 도망쳤다. 제나라는 항우에게 구원을 요청했고 항우는 용저(龍且)를 파견했지만 용저는 한신에게 격파되고, 제나라 왕 전광도 붙잡혔다는 소식을 들은 전횡은 곧 자신이 제나라의 왕으로 섰지만, 한나라의 장수 관영(灌嬰)에게 격파되고 양(梁)나라의 팽월(彭越)에게로 달아났다. 이로써 제나라는 한나라에 의해 평정되었다.

### 최후
고조 5년(기원전 202년), 항우를 멸망시킨 한나라 왕 유방은 제후들에 의해 황제로 추대되고, 팽월도 제후로서 양왕이 되었다. 하지만 자신이 살해당할 것을 두려워한 전횡은 휘하 식객 500명과 함께 해상의 오호도라는 섬으로 도망쳤다. 고조는 제나라 땅에 대한 영향력이 큰 전횡 등이 향후 반란을 일으킬 것을 두려워하여 사자를 보내어 죄를 용서할 것을 약속하면서 "전횡이여, 이 곳으로 나오라. 너를 왕으로 세우고 부하들은 제후로 삼아줄 것이다. 그러나 오지 않으면 군사를 내 주살할 것이다."라고 고했다. 또한 유방은 형을 잃은 원한이 있는 역이기의 동생 역상(酈商)에 대해서, 그가 전횡을 건드리려 하면 처형하도록 명했음도 전횡에게 전했다.
거절할 방법이 없었던 전횡은 두 명의 식객만을 거느리고 함께 유방에게로 향했지만, 유방이 있는 낙양(洛陽)까지 30리를 남겨두고, 전횡은 "한나라 왕과 나는 모두 왕이었는데, 이제 와서 그를 섬기자니 몹시 부끄럽다. 또한 아무리 천자의 명령이라 하더라도 내 손으로 삶아 죽인 자의 동생과 어깨를 나란히 한다는 것은 수치스러워 견딜 수 없다. 한나라 왕이 나를 부르는 것도 내 얼굴이나 한 번 봐두자는 것일 텐데, 여기서라면 내 목을 베어도 낙양까지 가는데 얼굴을 알아보지도 못할 만큼 부패하진 않겠지."라며 자결해 버렸다.
전횡의 식객은 전횡의 목을 유방에 바쳤고, 유방은 "아아, 평복의 몸으로 형제 세 명이 왕이 된다는 것은, 현자가 틀림없다"며 전횡을 위해 눈물을 흘리고, 식객 두 명을 도위(都尉)에 임명했으며 전횡을 왕의 예로 장사지내도록 했다. 그러나 두 식객은 전횡의 무덤의 곁에서 자살했다. 놀란 유방은 전횡뿐 아니라 그의 식객들조차도 모두 현자라고 생각하고 섬에 남아있던 나머지 500여 명도 불렀지만, 그들은 전횡이 죽은 것을 알고 모두 스스로 목숨을 끊었다.

### 기타
훗날 유비(劉備)가 조조(曹操)에게 패하여 손권(孫權)에게 원군을 요청하고자 제갈량(諸葛亮)을 파견했을 때, 손권이 "유비는 어째서 이렇게까지 조조를 섬기려 하지 않는가?" 하고 묻자 제갈량은 "전횡도 제나라의 장사(將士)에 불과한 사람이었지만 오히려 도리를 지켜 굴욕을 받지 않았는데, 하물며 유예주(劉豫州 ; 유비)께서는 왕실의 후예로(중략) 어찌 조조의 밑에 있을 수 있겠습니까."라며 전횡의 최후를 예로 들며 대답했다.

## 가계

### 관련 인물
전광,　전담,　전시,　전영

## 외연도 전횡장군제
한국의 충청남도 보령시 외연도에는 전횡과 그 부인, 딸을 신으로 모신 사당이 있으며, 매년 음력 2월 14일에 풍어(豊魚)를 기원하는 제사를 올리고 있다.

## 참고 문헌
- 사마천(司馬遷), 《사기(史記)》 권94 전담열전(田儋列傳)
- 반고(班固), 《한서(漢書)》 권33 전담전(田儋傳)
- 진수(陳壽), 《삼국지(三國志)》 권35 제갈량전(諸葛亮傳)